# Dreamer (film, 2005)
Pour les articles homonymes, voir Dreamer.
Pour plus de détails, voir Fiche technique et Distribution.
Dreamer : Inspiré d'une histoire vraie ou Le Rêveur: Inspiré d'une histoire vraie au Québec (Dreamer: Inspired by a True Story) est un film américain de John Gatins, sorti en 2005. Il est inspiré de l'histoire vraie de la jument Mariah's Storm (voir l'article sur le fils de celle-ci, le champion Giant's Causeway).

## Synopsis
Ben Crane est un homme qui entraine des chevaux de courses. Un jour, une des pouliches qu'il entraine fait une chute lors d'une course et se brise un os du canon. Ben va prendre soin de la pouliche avec l'aide de sa famille, surtout de sa fille, Cale. La jument guérit petit à petit et finit par participer à une course qui permettra à Ben de la vendre. Cale, désespérée, arrive à convaincre son père de la racheter. Convaincu par sa fille, il accepte et donne la pouliche à sa fille qui va lui faire atteindre des sommets.

## Fiche technique
Sauf indication contraire, les informations mentionnées dans cette section peuvent être confirmées par les bases de données cinématographiques IMDb et Allociné,  présentes dans la section « Liens externes ».
- Titre original : Dreamer: Inspired by a True Story
- Titre français : Dreamer : Inspiré d'une histoire vraie ou Dreamer (titre pour la sortie DVD)
- Titre québécois : Le Rêveur: Inspiré d'une histoire vraie[1]
- Réalisation : John Gatins
- Scénario : John Gatins
- Musique : John Debney
- Direction artistique : Scott Plauche
- Décors : Brent Thomas
- Costumes : Judy L. Ruskin
- Photographie : Fred Murphy
- Son : Steve C. Aaron, Steve Bartkowicz, Elliott Koretz, Brad Sherman, Jon Taylor
- Montage : David Rosenbloom
- Production : Hunt Lowry[2], Brian Robbins et Michael Tollin
  - Production déléguée : Ashok Amritraj, Stacy Cohen, Jon Jashni, Bill Johnson et Caitlin Scanlon
  - Production associée : Nick Hamson et Lars Sylvest
  - Coproduction : William M. Elvin
- Sociétés de production : Brass Hat Films, Epsilon Motion Pictures, S.K.G. Productions et Tollin/Robbins Productions, en association avec Hyde Park Entertainment, présenté par Dreamworks Pictures
- Sociétés de distribution : DreamWorks Distribution (États-Unis) ; Kinepolis Film Distribution (Belgique)[3]
- Budget : 32 millions USD[4],[5]
- Pays de production :  États-Unis
- Langue originale : anglais
- Format : couleur (Technicolor) — 35 mm — 2,35:1 (Panavision) — son DTS / Dolby Digital / SDDS
- Genre : drame
- Durée : 106 minutes
- Dates de sortie[6] :
  - États-Unis, Québec : 21 octobre 2005[1]
  - Belgique : 5 avril 2006[7]
  - France : 24 juillet 2008 (directement en DVD)[8]
- Classification[9] :
  - États-Unis : certaines scènes ou propos sont susceptibles de heurter la sensibilité des plus jeunes - accord parental souhaitable (PG - Parental Guidance Suggested)[N 1]
  - France : tous publics (conseillé à partir de 8 ans)[10]
  - Belgique : tous publics (Alle Leeftijden)[7]
  - Québec : tous publics (G - General Rating)[1]

## Distribution
- Kurt Russell (VQ : Jean-Luc Montminy) : Ben Crane
- Dakota Fanning (VQ : Rosemarie Houde) : Cale Crane
- Kris Kristofferson (VQ : Marc Bellier) : Pop Crane
- Elisabeth Shue (VQ : Nathalie Coupal) : Lilly Crane
- David Morse (VQ : Benoit Rousseau) : Everett Palmer
- Freddy Rodríguez (VQ : Hugolin Chevrette-Landesque) : Manolin Vallarta
- Luis Guzmán (VQ : Manuel Tadros) : Balon
- Oded Fehr (VQ : Patrice Dubois) : Prince Sadir
- Ken Howard : Bill Ford
- Holmes Osborne (VQ : Jacques Lavallée) : Doc Fleming

Source et légende : version française (VF) ; version québécoise (VQ) sur Doublage.qc.ca

## Production

### Genèse et développement
Le film est inspiré d'une histoire vraie. L'histoire raconte une famille adoptant un cheval de course qui se blesse lors d'une course, et doit reposer sa jambe. L'histoire fait découvrir tout l'amour que la famille avait pour lui.

## Distinctions

### Récompense
- Young Artist Awards 2006 : meilleure jeune actrice dans un long métrage (comédie ou drame) pour Dakota Fanning

### Nominations
- AARP Movies for Grownups Awards 2006 : meilleur acteur pour Kurt Russell
- Critics' Choice Movie Awards 2006 : meilleur film de famille
- ESPY Awards 2006 : meilleur film sportif
- Kids' Choice Awards 2006 : actrice de cinéma préférée pour Dakota Fanning
- Young Artist Awards 2006 : meilleur film dramatique

## Éditions en vidéo
- En France, le film Dreamer est sorti en DVD le 24 juillet 2008[8].
- Au Québec, le film est sorti en DVD / Blu-ray le 21 mars 2006[11].